# Tamara Lees
Tamara Lees, eigentlich Diana Helena Tamara Mapplebeck (* 14. Dezember 1924 in Wien; † 22. Dezember 1999 in Worcestershire) war eine österreichisch-englische Filmschauspielerin. Sie trat in den Jahren 1947 bis 1961 in rund 50 Filmen auf.

## Filmografie (Auswahl)
- 1950: Totò als Scheich (Totò sceicco)
- 1950: Eine Hundeleben (Vita da cani)
- 1952: Im Zeichen der Verschwörer (Il segreto delle tre punte)
- 1953: Verzeih mir! (Perdona mi!)
- 1953: Frine, Sklavin der Liebe (Frine, cortigiana d'Oriente)
- 1954: Semiramis, die Kurtisane von Babylon (La cortigiana di Babilonia)
- 1955: Abenteuer der vier Musketiere (I cavalieri della regina)
- 1956: Der geheimnisvolle Ritter von Montferrat (Lo spadaccino misterioso)
- 1961: Tödliche Rache (Una spada nell'ombra)